# Liste der Ehrenbürger von Hösbach
Der Markt Hösbach hat seit 1900 zehn Personen das Ehrenbürgerrecht verliehen. Er würdigt damit Personen, die sich in herausragender Weise für die Kommune engagiert haben. Im Zuge der kommunalen Neuordnung Bayerns eingemeindeten Orten Wenighösbach und Winzenhohl wurden ebenfalls Ehrenbürgerschaften verliehen.
Hinweis: Die Auflistung erfolgt chronologisch nach Datum der Zuerkennung.

## Die Ehrenbürger des Marktes Hösbach
1. Adam Link (* 1850; † 1917)[1]
Pfarrer
Verleihung am 17. Juni 1900
Link war vom 16. September 1885 bis 7. Oktober 1901 Pfarrer in Hösbach. Gewürdigt wurden seine Verdienste um die Gemeinde.
2. Franz Haslauer (* 1838; † 1907)[2]
Apotheker
Verleihung am 22. Juli 1906
Mit der Verleihung der Ehrenbürgerschaft dankte ihm die Gemeinde die Stiftung der Orgel für die neue Kirche. Eine Straße trägt ebenfalls den Namen Haslauers.
3. Jakob Seus († 1920)[3]
Hauptlehrer
Verleihung am 2. Januar 1917
Seus war von 1889 an 28 Jahre lang Schulleiter in Hösbach. Daneben erwarb er sich Verdienste als Gemeindeschreiber und beim Bau der neuen Kirche. Er war Mitbegründer des örtlichen Obstbauvereins. Anlässlich seiner Versetzung in den Ruhestand wurde er zum Ehrenbürger ernannt. Eine Gasse im Ort trägt seinen Namen. Sein Grab befindet sich auf dem Hösbacher Friedhof.
4. Burkhard Weissenberger (* 1885; † 1962)[4]
Geistlicher Rat
Verleihung am 16. Juni 1961
Weissenberger war von 1921 bis 1937 Pfarrer in Hösbach und unterstützte maßgeblich den Bau einer Schule im Ortsteil Hösbach-Bahnhof. Aus Anlass seines goldenen Priesterjubiläums ehrte ihn die Gemeinde mit der Verleihung der Ehrenbürgerschaft. Weissenberger war zu diesem Zeitpunkt Pfarrer in Astheim. Auch eine Straße ist nach ihm benannt.
5. Dr. Albert Frank (* 1914; † 1996)[5]
2. Bürgermeister
Verleihung am 6. April 1989
Der Tierarzt Albert Frank war von 1960 bis 1996 als Gemeinderat und Kreisrat kommunalpolitisch aktiv. Von 1962 bis 1996 fungierte er als Zweiter Bürgermeister. Er setzte sich insbesondere für die Belange des Ortsteils Hösbach-Bahnhof ein. 32 Jahre lang war er Vorsitzender des Sportvereins SpVgg Hösbach-Bahnhof. Zwei Jahre nach der Ernennung zum Ehrenbürger wurde ihm 1991 auch das Bundesverdienstkreuz verliehen.
6. Ernst Pfahler (* 1924; † 1999)[6]
Bürgermeister
Verleihung im Mai 1994
Pfahler war von 1960 bis 1996 als Mitglied des Gemeinderats kommunalpolitisch aktiv. Von 1966 bis 1972 war er stellvertretender und von 1972 bis zur Eingemeindung nach Hösbach im Jahr 1978 1. Bürgermeister der Gemeinde Rottenberg. In seine Amtszeit fallen die Sanierung des Rathauses, des Waldfriedhofs und der Waldkapelle sowie die Errichtung des Freibades. Zudem trat er als Mitarbeiter der Hösbacher Ortschronik, der Chroniken von Feldkahl und Rottenberg, sowie des Jahrbuchs Unser Kahlgrund als Heimatforscher in Erscheinung. Er war langjähriger Vorsitzender des Sportvereins TSV Rottenberg und des örtlichen Vereinsringes. In dankbarer Anerkennung seiner Verdienste wurde er zum Ehrenbürger ernannt. Bereits 1983 war er mit der Verdienstmedaille des Verdienstordens der Bundesrepublik ausgezeichnet worden. Zudem ist eine Straße nach ihm benannt.
7. Siegmund Simon (* 30. Dezember 1935 in Langendorf; † 23. September 2017 ebenda[7])[8]
Kuratus
Verleihung am 23. September 2007
Simon empfing am 11. März 1962 im Würzburger Dom seine Priesterweihe. 1967 wurde er neben seiner Tätigkeit als Religionslehrer an der Staatlichen Realschule für Knaben in Aschaffenburg mit der Kuratie St. Barbara in Wenighösbach betraut. Dort erwarb er sich große Verdienste um das Wohl der Menschen. Anlässlich seines 40-jährigen priesterlichen Wirkens in der Gemeinde wurde er in dankbarer Anerkennung für seinen Einsatz zum Ehrenbürger ernannt.
8. Robert Hain (* 1950)[9]
Bürgermeister
Verleihung am 14. Dezember 2011
Robert Hain war von 1984 bis 1988 Mitglied des Marktgemeinderates und seit 1. Februar 1988 bis 2012 hauptamtlich Erster Bürgermeister des Marktes Hösbach. Gewürdigt wurden seine zukunftsorientierten Bau- und Infrastrukturprojekte sowie Tätigkeiten zur nachhaltigen Entwicklung des Marktes.
9. Erich Lippert (* 1949)[10]
Marktgemeinderat
Verleihung am 11. Januar 2015
Erich Lippert ist seit 1990 ununterbrochen Mitglied der CSU-Fraktion im Marktgemeinderat. Von 1996 bis 2014 wirkte er als Zweiter Bürgermeister. Ebenso ist er im Vorstand mehrerer Vereine aktiv tätig. Geehrt wurde seine Lebensleistung zum Wohle der Gemeinde.

## Ehrenbürger der Gemeinde Wenighösbach
1. Karl Seitz (* 1886; † 1967)[11]
Pfarrer
Verleihung am 12. Januar 1958
Seitz war von 1923 bis 1932 hauptamtlicher Pfarrer der Lokalkaplanei Wenighösbach. In dieser Zeit leitete er den Neubau der Kirche, die am 28. September 1930 geweiht wurde. Für seinen Einsatz zur Errichtung des Gotteshauses und wegen seiner Verbundenheit mit der bäuerlichen Bevölkerung wurde ihm die Ehrenbürgerschaft verliehen. Außerdem trägt eine Straße seinen Namen.

## Ehrenbürger der Gemeinde Winzenhohl
1. Viktor Maier (* 1908; † 2006)
Bürgermeister
Verleihung am 29. April 1978
Maier war von 1945 bis 1952 und dann noch einmal von 1964 bis 1978 Bürgermeister von Winzenhohl. Seine erste Amtszeit war geprägt von den Problemen der Nachkriegszeit. In seiner zweiten Amtszeit setzte er den Ausbau der St.-Bruno-Siedlung fort und die Lebenshilfewerkstätten in Schmerlenbach entstanden. Zur Verbesserung der Infrastruktur des Ortes wurde das Rathaus verlegt und ein neuer Friedhof sowie eine Turnhalle errichtet. Mit der Eingemeindung von Winzenhohl in den Markt Hösbach wurde Maier zum Ehrenbürger ernannt und erhielt den Titel Altbürgermeister. Auch eine Straße ist nach ihm benannt. Für seinen Einsatz für die Lebenshilfewerkstätten wurde ihm 1979 das Bundesverdienstkreuz verliehen.
2. Georg Göring (* 1928; † 2005)
Pfarrer
Verleihung am 29. April 1978
Göring war von 1959 bis 1988 in Schmerlenbach und Hösbach-Bahnhof als Pfarrer tätig. In diese Zeit fiel der Neubau der Muttergotteskirche in Winzenhohl. Er war Initiator der Wallfahrten nach Schmerlenbach und setzte sich wesentlich für den Erhalt der baufälligen Kirche und Abteigebäude ein. Deren Ausbau zum Bildungszentrum befürwortete er nachhaltig. Er war Mitbegründer des Vereins Lebenshilfe Schmerlenbach, der sich für behinderte Menschen einsetzt, und der zugehörigen Werkstätten. Nach Göring ist auch eine Straße benannt. 1991 wurde ihm für seine vielfältigen Verdienste das Bundesverdienstkreuz am Bande verliehen.